# Sanctanus vulpinus
Sanctanus vulpinus är en insektsart som beskrevs av Kramer 1963. Sanctanus vulpinus ingår i släktet Sanctanus och familjen dvärgstritar. Inga underarter finns listade i Catalogue of Life.